# Jugador Más Valioso de la Serie Final de la LNB
El Jugador Más Valioso de la Serie Final de la LNB es un premio otorgado anualmente por la Liga Nacional de Baloncesto al jugador más destacado del equipo ganador de la serie final de la liga. El premio es otorgado desde la temporada inaugural de la liga cuando se denominaba Liga Dominicana de Baloncesto.
El dominicano Jorge Almanzar fue el primer jugador en ganar el premio y el puertorriqueño Carmelo Lee fue el primer jugador extranjero en ganarlo. El dominicano Víctor Liz y el estadounidense nacionalizado dominicano Robert Glenn son los únicos jugadores en ganarlo en dos ocasiones.

## Ganadores
| Año  | Jugador                                    | Posición                                   | Nacionalidad                               | Equipo                                     |
| ---- | ------------------------------------------ | ------------------------------------------ | ------------------------------------------ | ------------------------------------------ |
| 2005 | Jorge Almanzar                             | Alero                                      | República Dominicana                       | Reales de La Vega                          |
| 2006 | Carmelo Lee                                | Ala-pívot                                  | Puerto Rico                                | Metros de Santiago                         |
| 2007 | Amaury Filión                              | Ala-pívot                                  | República Dominicana                       | Metros de Santiago                         |
| 2008 | Eddie Elisma                               | Pívot                                      | Estados Unidos                             | Constituyentes de San Cristóbal            |
| 2009 | No hubo torneo                             | No hubo torneo                             | No hubo torneo                             | No hubo torneo                             |
| 2010 | Edward Santana                             | Ala-pívot                                  | República Dominicana                       | Cañeros de La Romana                       |
| 2011 | Eulis Báez                                 | Ala-pívot                                  | República Dominicana                       | Leones de Santo Domingo                    |
| 2012 | Mario West                                 | Escolta                                    | Estados Unidos                             | Cañeros del Este                           |
| 2013 | Robert Glenn (1)                           | Alero                                      | Estados Unidos                             | Indios de San Francisco de Macorís         |
| 2014 | Víctor Liz (1)                             | Escolta                                    | República Dominicana                       | Metros de Santiago                         |
| 2015 | Víctor Liz (2)                             | Escolta                                    | República Dominicana                       | Metros de Santiago                         |
| 2016 | Manuel Fortuna                             | Escolta                                    | República Dominicana                       | Leones de Santo Domingo                    |
| 2017 | Robert Glenn (2)                           | Alero                                      | Estados Unidos                             | Metros de Santiago                         |
| 2018 | Gerard DeVaughn                            | Ala-pívot                                  | Estados Unidos                             | Reales de La Vega                          |
| 2019 | Paris Bass                                 | Alero                                      | Estados Unidos                             | Indios de San Francisco de Macorís         |
| 2020 | No hubo torneo por la pandemia de COVID-19 | No hubo torneo por la pandemia de COVID-19 | No hubo torneo por la pandemia de COVID-19 | No hubo torneo por la pandemia de COVID-19 |
| 2021 | Juan Guerrero (1)                          | Ala-pívot                                  | República Dominicana                       | Leones de Santo Domingo                    |
| 2022 | Juan Guerrero (2)                          | Ala-pívot                                  | República Dominicana                       | Leones de Santo Domingo                    |
| 2023 | Gelvis Solano                              | Escolta                                    | República Dominicana                       | Reales de La Vega                          |
| 2024 | Richard Bautista                           | Base                                       | República Dominicana                       | Titanes del Distrito Nacional              |
| 2025 | Jassel Pérez                               | Escolta                                    | República Dominicana                       | Titanes del Sur                            |